# Koen Peeters
Pour les articles homonymes, voir Peeters.
Koen Peeters, né à Turnhout le 9 mars 1959, est un écrivain belge d'expression néerlandaise.

## Œuvres
- 1988 – Conversaties met K, Meulenhoff/Kritak, Amsterdam/Louvain
- 1991 – Bezoek onze kelders, Meulenhoff/Kritak, Amsterdam/Louvain
- 1993 – De postbode, Meulenhoff/Kritak, Amsterdam/Louvain
- 1996 – Het is niet ernstig, mon amour, Meulenhoff, Amsterdam
- 1997 – Bellevue/Schoonzicht, Meulenhoff, Amsterdam
- 2001 – Acacialaan, Meulenhoff, Amsterdam
- 2004 – Mijnheer sjamaan, Meulenhoff Literair, Amsterdam
- 2006 – Fijne motoriek, Meulenhoff/Manteau, Amsterdam/Anvers
- 2007 – Grote Europese roman, Meulenhoff/Manteau, Amsterdam/Anvers
- 2009 – De Bloemen, Meulenhoff/Manteau, Amsterdam/Anvers, F. Bordewijk-prijs & shortlist AKO Literatuurprijs
- 2012 – Duizend heuvels, Meulenhoff/Manteau, Amsterdam/Anvers E. du Perronprijs
- 2017 – De mensengenezer, De Bezige bij, Amsterdam  ECI Literatuurprijs 2017,  ECI Lezersprijs - Confituur Boekhandelsprijs
- 2019 – Kamer in Oostende, De Bezige bij, Amsterdam  longlist Bookspot Literatuurprijs
- 2021 – De minzamen, De Bezige bij, Amsterdam
- 2023 – Georges, De Bezige bij, Amsterdam